# George Abbey (football)
Pour les articles homonymes, voir George Abbey et Abbey.
George Abbey est un footballeur nigérian né le 20 octobre 1978 à Port Harcourt.